# PayPal Park
Der PayPal Park ist ein Fußballstadion in der US-amerikanischen Stadt San José im Bundesstaat Kalifornien. Es ist seit März 2015 die Spielstätte des Fußball-Franchise San José Earthquakes aus der Fußballliga Major League Soccer (MLS). Die Anlage liegt am südlichen Ende der Westseite des Flughafens San José.

## Geschichte

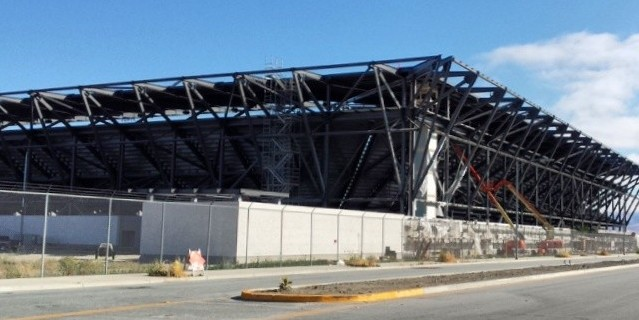
Die Baustelle des PayPal Park im Juni 2014

Die San José Earthquakes wurden 1995 als San José Clash (bis 1999) gegründet und waren in ihrer ersten Zeit in der Major League Soccer von 1996 bis 2005 im Spartan Stadium der San José State University beheimatet. 2008 kehrten sie in die MLS zurück und trugen ihre Partien bis 2014 im Buck Shaw Stadium der Santa Clara University aus.
Im April 2008 einigten sich die Stadt und die Eigentümer der San José Earthquakes über den Standort und dessen Preis für die zukünftige Spielstätte. Für das Stadiongelände, eine ehemalige Fabrik der FMC Corporation, mit 66 Acre (267.092 m2) zahlen die Earthquakes 132 Millionen US-Dollar. Das insgesamt 75 Acre (303.514 m2) große Areal in der Nähe des San Jose International Airport hatte die Stadt 2005 für 81 Millionen US-Dollar gekauft. Durch eine verschlechterte Wirtschaftslage aufgrund der Finanzkrise wurde der Preis im April 2009 nachverhandelt und betrug danach 89 Millionen US-Dollar.
Die ersten Entwürfe für das Stadion wurden am 19. September 2009 von Lewis Wolff, Mitbesitzer der Earthquakes, enthüllt. Die Pläne für die im europäischen Stil entworfene Fußballarena sahen drei überdachten Zuschauerrängen (Haupttribüne, Gegengerade und eine Hintertortribüne) vor. Eine rechteckige Grundfläche mit dicht am Spielfeld liegenden Rängen, bei der das Dach die Akustik und Atmosphäre verstärkt. An der offenen Seite wird eine doppelseitige HD-Videowand ihren Platz finden. Zur damaligen Zeit sollte das San José Earthquakes Stadium 15.000 Plätze erhalten und 60 Millionen US-Dollar kosten. Im September 2010 wurde das Architekturbüros 360 Architecture aus Kansas City für den Bau ausgewählt. Ein Stück näher zum neuen Stadion kam man am 3. März 2011 mit dem Beginn der Abbrucharbeiten auf dem Gelände der alten Fabrik der FMC Corporation.
Die Planungskommission der Stadt San José stimmte am 22. Februar 2012 mit 6:0 der Baugenehmigung für das Gelände an der Coleman Ave. zu und machte den Weg für den Neubau frei. Den ersten Spatenstich zelebrierte man am 21. Oktober 2012. Bei der Veranstaltung wurde ein neuer Guinness-Weltrekord für die größte Menschenmenge, die an einem ersten Spatenstich teilgenommen hat, aufgestellt. Insgesamt griffen 6.256 Menschen zur Schaufel und überboten den damaligen Rekord von 4.532 aus Jaipur, Indien um mehr als 2.000 Teilnehmer. Mit dem Gießen der Betonfundamente wurde am 27. September 2013 begonnen. Mit mehr als 70 Betonmischern wurden 600 Yards gegossen.
Anfang November 2013 konnten die ersten Stahlträger-Elemente der Tribünen verbaut werden. Ende März 2014 wurden die Arbeiten an den Stahltribünen abgeschlossen. An dem Stadion waren bis zu 120 Arbeiter beschäftigt. Die Ränge sind auf 3.429 Stahlträger aufgebaut. Sie werden von 94.867 Bolzen zusammengehalten. Das leichteste Stahlteil wiegt 68,1 lbs (rund 31 kg), wogegen das schwerste Teil 21.252 lbs (ca. 9.640 kg) auf die Waage bringt. Insgesamt wurde 6.348.000 lbs (etwa 2.880 t) Stahl verbaut. Eine Fläche von 149.785 sq ft (13.915 m2) wurde überbaut. Mit der symbolischen Installierung der ersten vier Kunststoffsitze im Stadion am 23. September 2014 startete die Montage der Tribünenbestuhlung.
Am 19. November 2014 erwarb das US-amerikanische Kommunikationsunternehmen Avaya Inc. aus Santa Clara die Namensrechte an der zukünftigen Heimat der San José Earthquakes. Der Vertrag um das Fußballstadion hat eine Laufzeit von zehn Jahren und eine Höhe von 20 Millionen US-Dollar.
Als man die ersten Stadionentwürfe im September 2009 vorstellte, ging man von einer Fertigstellung des Baus im Jahr 2012 aus. Nach Verzögerungen wurde die Stadioneinweihung zum Saisonbeginn der MLS im März 2015 terminiert. Die von der Eigentümer-Gruppe des Clubs, John Fisher und Lew Wolff finanzierten Baukosten stiegen von geplanten 60 auf 100 Millionen US-Dollar. Das Stadion bietet auf den drei Rängen 18.000 Sitzplätze. Die Ebene mit den 16 Logen und 576 Club-Sitzen liegt nicht wie üblich erhöht auf den Rängen, sondern auf Spielfeldhöhe unterhalb der Tribünenplätze. Unter der doppelseitigen HD-Videowand befindet sich die größte Freiluft-Bar Nordamerikas mit 3.647 sq ft (rund 339 m2) und mehr als 45 Bierhähne.
Die erste Partie im Stadion war die Begegnung der Preseason zwischen den Earthquakes und den Los Angeles Galaxy am 28. Februar 2015. Die Besucherzahl war auf 10.000 reduziert und San José konnte das Spiel mit 3:2 gewinnen.
Die Einweihung des Stadions wurde am 22. März 2015 im Rahmen des Spieles der San José Earthquakes gegen Chicago Fire vor ausverkauftem Haus gefeiert. Die Hausherren siegten mit 2:1. Das erste Pflichtspieltor in der neuen Heimat erzielte Fatai Alashe in der 5. Minute für die Quakes.
Das Stadion wurde auch für Rugbyspiele konzipiert. Im Rahmen des Rugby-Union-Turniers Pacific Nations Cup 2015 wurden am 18. Juli des Jahres die Partien Kanada gegen Japan (6:20) und Vereinigte Staaten gegen Samoa (16:21) im Stadion ausgetragen. Die Rugby-Union-Nationalmannschaft der Vereinigten Staaten trug am 18. Juni 2016 im Stadion ein Freundschaftsspiel gegen Italien (20:24) aus.
Am 28. Mai 2015 gab die Major League Soccer bekannt, dass das MLS All-Star Game 2016 im Stadion der San José Earthquakes stattfinden wird. Der Gegner der MLS All-Stars am 28. Juli 2016 war der FC Arsenal aus der englischen Premier League, der das Spiel mit 2:1 gegen die MLS-Auswahl gewann.
Nach Beendigung des Vertrages mit Avaya erhielt das Stadion im Januar 2020 den werbefreien Namen Earthquakes Stadium. Im April 2021 war ein neuer Sponsor gefunden. Mit dem Online-Bezahldienst PayPal wurde ein Vertrag über zehn Jahre bis in das Jahr 2030 abgeschlossen. Das Stadion heißt nun PayPal Park.

## Fußball-Länderspiele
Bisher fanden im Stadion sechs Länderspiele der US-amerikanischen Fußballnationalmannschaft der Frauen statt. Die Nationalmannschaft der Männer bestritt zwei Partien im Fußballstadion in San José.
Frauen
- 10. Mai 2015:  Vereinigte Staaten –  Irland 3:0 (Freundschaftsspiel)
- 10. Nov. 2016:  Vereinigte Staaten –  Rumänien 8:1 (Freundschaftsspiel)
- 12. Nov. 2017:  Vereinigte Staaten –  Kanada 3:1 (Freundschaftsspiel)
- 04. Sep. 2018:  Vereinigte Staaten –  Chile 4:0 (Freundschaftsspiel)
- 09. Juli 2023:  Vereinigte Staaten –  Wales 2:0 (Freundschaftsspiel)
- 08. Apr. 2025:  Brasilien –  Vereinigte Staaten 2:1 (Freundschaftsspiel)

Männer
- 24. Mär. 2017:  Vereinigte Staaten –  Honduras 6:0 (Qualifikation zur WM 2018)
- 02. Feb. 2019:  Vereinigte Staaten –  Costa Rica 2:0 (Freundschaftsspiel)
- 24. Apr. 2022:  Guatemala –  El Salvador 4:0 (Freundschaftsspiel)
- 12. Mär. 2023:  Guatemala –  Panama 1:1 (Freundschaftsspiel)
- 26. Mai 2024:  Guatemala –  Nicaragua 1:1 (Freundschaftsspiel)
- 15. Juni 2025:  Vereinigte Staaten –  Trinidad und Tobago 5:0 (3:0) (Gruppe D – CONCACAF Gold Cup 2025)
- 17. Juni 2025:  Curaçao –  El Salvador 0:0 (Gruppe B – CONCACAF Gold Cup 2025)
- 20. Juni 2025:  Jamaika –  Guadeloupe 2:1 (2:1) (Gruppe C – CONCACAF Gold Cup 2025)
- 24. Juni 2025:  Honduras –  Curaçao -:- (Gruppe B – CONCACAF Gold Cup 2025)